# Дофамінове голодування

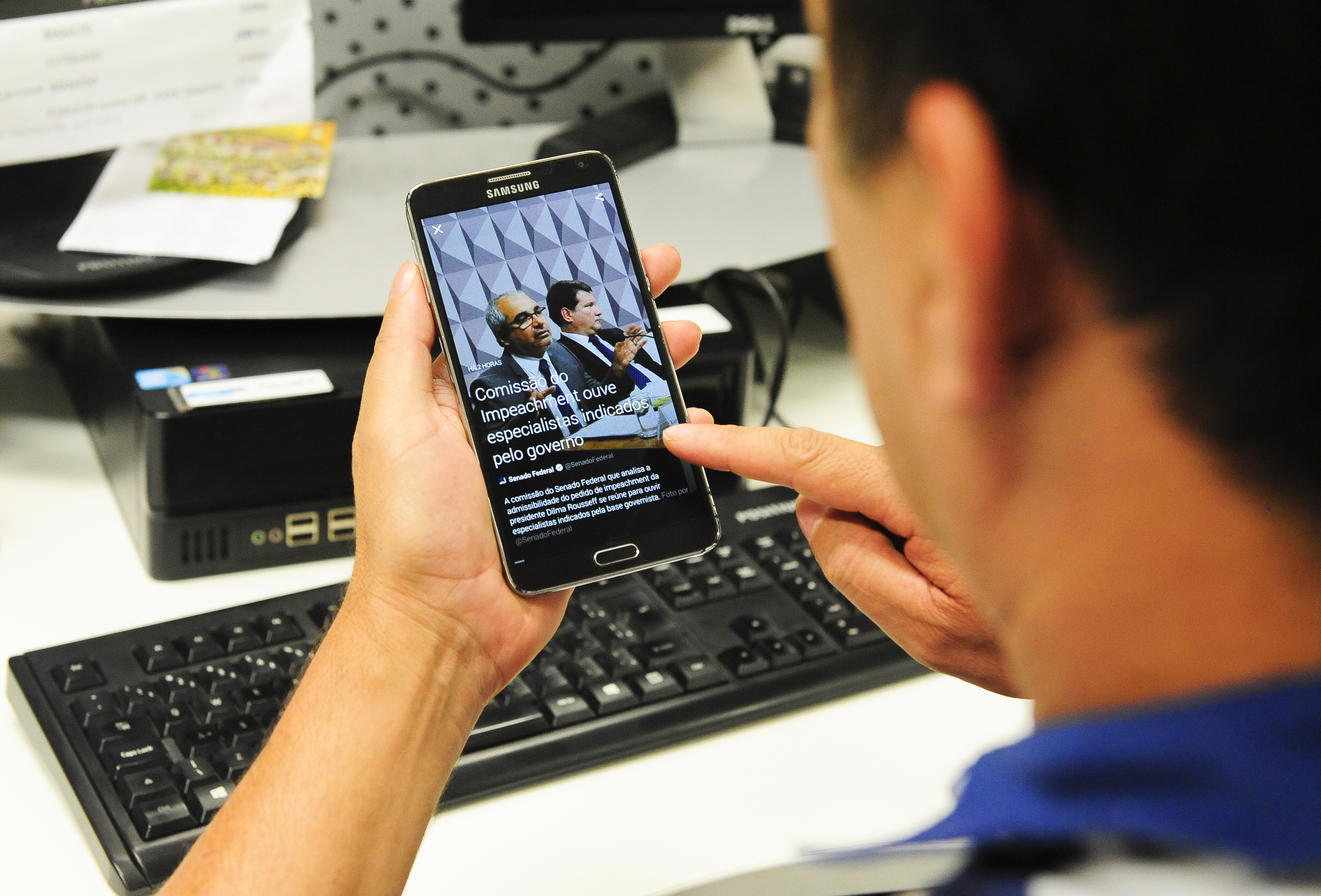
Прихильники дофамінового голодування бачать користь від періодичних перерв у використанні технологій, які сприймаються як звичка, наприклад смартфони

Дофамінове голодування є формою цифрової детоксикації, що передбачає тимчасову відмову від технологій, які викликають залежність, таких як соціальні мережі, прослуховування музики на технологічних платформах та інтернет-ігор, і може бути розширено до тимчасового позбавлення соціальної взаємодії та зловживання їжі. Походження терміна невідоме; у листопаді 2018 року на YouTube його вперше широко прорекламував лайф-коуч «Improvement Pill».
Один дослідник з Гарварду назвав цю практику «дезадаптивною модою». Інші критики кажуть, що вона ґрунтується на неправильному розумінні того, як нейромедіатори дофаміну, який працює в мозку задля винагородження поведінки, насправді працюють і можуть свідомо міняти поведінку.
Ідея, що лежить в основі цієї практики, полягає в тому, щоб відпочити від повторюваних моделей збудження та стимуляції, які можуть бути викликані взаємодією з цифровими технологіями, і що ця практика уникнення приємних занять може спрацювати, та позбути особу шкідливих звичок, дати час для самоосвіти, рефлексії та зміцнення особистого щастя.

## Визначення
Практика дофамінового голодування не має чіткого визначення щодо того, що вона передбачає, за якими технологіями, з якою частотою вона повинна проводитися або як вона має працювати. Деякі прихильники обмежують процес уникненням онлайн-технологій; інші поширюють його на утримання від будь-якої роботи, фізичних вправ, фізичного контакту та непотрібних розмов.
За словами Кемерона Сепага, прихильника цієї практики, мета полягає не в буквальному зменшенні дофаміну в організмі, а скоріше у зменшенні імпульсивної поведінки, яка винагороджується ним. В одному звіті припускається, що практика полягає в тому, щоб уникати сигналів, таких як чути дзвінок смартфона, які можуть викликати імпульсивну поведінку, наприклад, залишатися на смартфоні після телефонної розмови, щоб пограти у гру. У певному сенсі дофамінове голодування є реакцією на технологічні фірми, які розробили свої послуги, щоб тримати людей зав'язаними на соціальних мережах, іграх.
Також є припущення, що дофамінове голодування нагадує традицію посту з багатьох релігій. Екстремальною формою дофамінового голодування є повна сенсорна депривація, коли всі зовнішні подразники усуваються, щоб сприяти відчуттю спокою та добробуту.

## Ефекти
Прихильники дофамінового голодування стверджують, що це спосіб набути більше самоконтролю і самодисципліни над своїм життям; технологічна журналістка «New York Times» Неллі Бовлз виявила, що дофамінове голодування робить її повсякденне життя «більш захопливим і веселим».
Ця практика була описана як примха та божевілля, пов'язане з Кремнієвою долиною. Акаунт у «Vice», у якому говориться: «Якщо ідея утриматися від чогось веселого, щоб підвищити ясність свого розуму, приваблива, то я вас вітаю: ви та сумнозвісні біохакери в Кремнієвій долині на одній хвилі».

## Наукова основа
Критики заявляють, що загальна концепція дофамінового голодування є антинауковою, оскільки хімічна речовина відіграє життєво важливу роль у повсякденному житті; її буквальне зменшення не буде корисним для людини, а видалення певного її стимулу, наприклад соціальних мереж, не зменшить рівень дофаміну в організмі, а лише зменшить його стимуляцію. Сіара Маккейб, доцент кафедри неврології в Університеті Редінґа, вважає ідею про те, що мозок можна «перезавантажити», уникаючи триґерів дофаміну протягом короткого часу, «нісенітницею».
Кемерон Сепах, який пропагував практику дофамінового голодування, погоджується, що назва вводить в оману, і каже, що його мета полягає не в буквальному зменшенні дофаміну в організмі, а скоріше у зменшенні імпульсивної поведінки, яка винагороджується ним і заохочується, що укріплює постійну імпульсивність у повсякденній поведінці особи.
Крім імпульсивного контролю поведінки, який регулюється префронтальною корою, ще не було остаточно доведено, що використання технологій загартовує мозок до впливу дофаміну. Використання технологій викликає реакцію дофаміну на рівні з будь-яким звичайним, приємним досвідом — де збільшення відбувається приблизно на 50 % до 100 %. На відмінно від кокаїну і метамфетаміну — двох наркотиків, які викликають сильну залежність — вони ж спричиняють стрибок дофаміну аж на 350 % і 1200 % відповідно. Крім того, самі дофамінові рецептори — клітини в мозку, активовані різними способами через виділення дофаміну — інакше реагують на використання технологій у порівнянні із зловживанням психоактивними речовинами. Ще нема доказів того, що особи стають менш чутливими до дофаміну при частому використанні технологій, як це відбувається зі зловживанням психоактивними речовинами. Зрештою, помилково припускати, що уникнення «стрибків дофаміну» може посилити регуляцію рецепторів дофаміну, викликаючи «підвищення мотивації або задоволення». Але з іншого боку також є певні вигоди від подібної практики, наприклад, звільнення від шкідливих або небажаних звичок, в тому числі зав'язаність на технологіях, може звільнити час для більш здорових звичок, таких як фізична активність, що призведе до фактичного збільшення об'єму сірої речовини в багатьох частинах мозку, пов'язаних із системою винагороди.